# Günter Burkard
Günter Burkard (* 31. Januar 1944 in Würzburg) ist ein deutscher Ägyptologe.

## Leben
Günter Burkard studierte von 1965 bis 1972 Klassische Philologie, Alte Geschichte und Mittelalterliche Geschichte, Ägyptologie, Griechisch und Latein an der Julius-Maximilians-Universität Würzburg. 1972 wurde ihm der Titel des Magister Artium an der Universität Würzburg verliehen. Die Magisterarbeit trug den Titel: Probleme der Textgestalt und der Interpretation der Weisheitslehre des Ptahhotep.
1975 promovierte er mit der Studie „Textkritische Untersuchungen zu ägyptischen Weisheitslehren des Alten und Mittleren Reiches“. In den Jahren 1972 bis 1977 war Burkard wissenschaftlicher Assistent am Seminar für Ägyptologie an der Julius-Maximilians-Universität Würzburg. In den Jahren von 1973 bis 1977 arbeitete er am Projekt „Katalogisierung der Orientalischen Handschriften in Deutschland“ was durch die Deutsche Forschungsgemeinschaft (DFG) finanziert wurde.
Von 1977 bis 1979 wurde er an der Universitätsbibliothek Heidelberg und am Bibliothekar-Lehrinstitut des Landes Nordrhein-Westfalen zum Bibliothekar im Höheren Bibliotheksdienst ausgebildet. Sein Examen legte er 1979 ab, die Hausarbeit trug den Titel: Bibliotheken im Alten Ägypten und die Problematik ihres Nachweises. Überlegungen zur Methodik und zum Stand der Forschung. Anschließend war er bis 1984 an der Universitätsbibliothek Heidelberg als Bibliotheksassessor tätig.
Burkard habilitierte sich 1988, die beiden Werke seiner Habilitationsschrift trugen die Titel: Grabung im Asasif 1963 - 1970. Band III. Die Papyrusfunde. Nach Vorarbeiten von Dino Bidoli und Spätzeitliche Osirisliturgien im corpus der Asasif-Papyri. Übersetzung, Kommentar, formale und inhaltliche Analyse. Im September 1992 wurde er als Professor für Ägyptologie an der Philipps-Universität Marburg berufen. Seit 1995 war Burkard als Professor für Ägyptologie an der Ludwig-Maximilians-Universität München tätig, im Januar 2009 legte er dieses Amt nieder und trat in den Ruhestand; sein Nachfolger wurde Friedhelm Hoffmann.

## Schriften (Auswahl)
- Probleme der Textgestaltung und Interpretation der Weisheitslehre des Ptahhotep. Magisterarbeit, Würzburg 1972.
- Textkritische Untersuchungen zu ägyptischen Weisheitslehren des Alten und Mittleren Reiches (= Ägyptologische Abhandlungen. Band 34). Harrassowitz, Wiesbaden 1977.
- mit Günter Rudnitzky: Fachkatalog Ägyptologie (= Heidelberger Bibliotheksschriften. Band 1). Universitätsbibliothek, Heidelberg 1982.
- mit Jan Assmann: 5000 Jahre Ägypten. Genese und Permanenz pharaonischer Kunst. (Ausstellung Heidelberg 1983) IS-Edition, Nußloch 1983.
- Die Papyrusfunde. (= Grabung im Asasif, 1963-1970. Band 3/ Archäologische Veröffentlichungen. Band 22). von Zabern, Mainz 1986, ISBN 3-8053-0037-9.
- Spätzeitliche Osirisliturgien im corpus der Asasif-Papyri. Übersetzung, Kommentar, formale und inhaltliche Analyse. In: Heidelberger Bibliotheksschriften. Band 31,  Heidelberg 1988.
- mit Hans-Werner Fischer-Elfert: Verzeichnis der Orientalischen Handschriften in Deutschland. Band XIX (19), Teil 4: Ägyptische Handschriften. Franz Steiner Verlag, Stuttgart 1994.
- Das Klagelied des Papyrus Berlin 23040 a-c. Ein Dokument des priesterlichen Widerstandes gegen Fremdherrschaft (= Ägypten und Altes Testament.).  Harrassowitz, Wiesbaden 2003, ISBN 3-447-05001-2.

Festschrift
- Dieter Kessler u. a. (Hrsg.): Texte, Theben, Tonfragmente. Festschrift für Günter Burkard (= Ägypten und Altes Testament. Band 76), Harrassowitz, Wiesbaden 2009, ISBN 3-447-05864-1, S. 1–7: Bibliographie.